# Cabo Corso

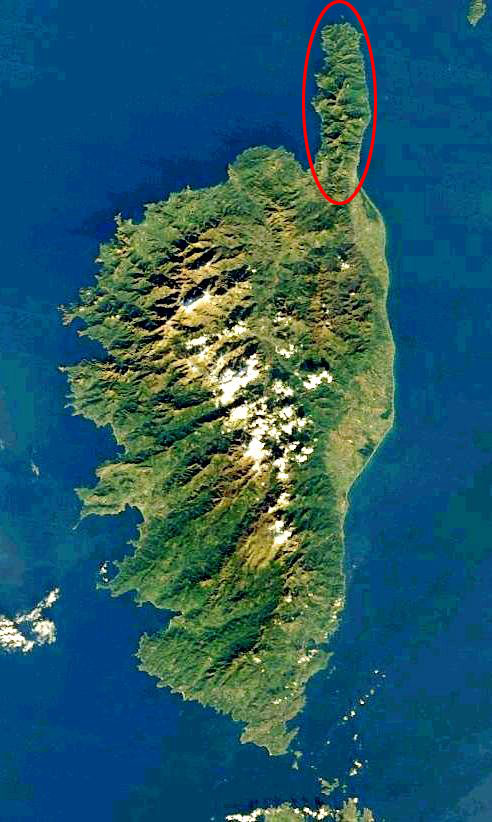
Imagem da Córsega feita por satélite evidenciando o Cabo Corso.

O Cabo Corso (em corso: Capicorsu) é uma península localizada no nordeste da Córsega.
| - Olmeta-di-Capocorso - Nonza - Olcani - Ogliastro - Canari - Barrettali | - Pino - Morsiglia - Centuri - Ersa - Rogliano - Tomino | - Meria - Luri - Cagnano - Pietracorbara - Sisco - Brando |

O cantão de Cap Corse é um pouco maior, e inclui as comunas de Farinole, Patrimonio, San-Martino-di-Lota e Santa-Maria-di-Lota.